# EXPRMNTL
EXPRMNTL was een internationaal festival voor experimentele film, in het leven geroepen door Jacques Ledoux en het Koninklijk Belgisch Filmarchief. Het werd mee georganiseerd door de directeur van het Filmarchief, Pierre Vermeylen. Tussen 1949 en 1974 waren er vijf edities. Het festival vond telkens plaats tussen kerst en nieuwjaar in een leegstaand casino te Knokke.  
EXPRMNTL wordt gezien als een belangrijke broedplaats voor de experimentele film, omdat het een van de weinige plekken was waar avant-gardefilmmakers elkaar ontmoetten. Op die manier konden er connecties worden gelegd tussen de verschillende experimentele bewegingen. Op het festival werden niet enkel films vertoond, maar vonden ook happenings en performances plaats. 

## EXPRMNTL 1 (1949)
Aanvankelijk was EXPRMNTL het randprogramma van het Wereldfestival voor Kunst en Film, dat in 1949 voor de tweede keer georganiseerd werd in de Belgische kuststad Knokke. Ter gelegenheid van het vijftigjarig bestaan van de cinema werd er een alternatief programma opgesteld. Experimentele vormen zoals de surrealistische film, de dadaïstische film en de abstracte film kwamen allemaal aan bod. Dit zijprogramma werd echter snel een festival op zich, dat EXPRMNTL gedoopt werd. 
In 1949 werden 170 alternatieve films vertoond, waarvan de helft dateerde van voor 1940 en dus niet deelnam aan de competitie. Duitsland en Frankrijk waren het sterkst vertegenwoordigd in de selectie uit de jaren 1920 en ’30. Regisseurs zoals Walter Ruttmann, Ernö Metzner, Oskar Fischinger, Hans Richter, Lotte Reiniger, Henri Chomette, Germaine Dulac, Luis Buñuel, Roger Livet en Alexandre Alexeïeff kwamen aan bod. De selectie uit die periode diende dus vooral een retrospectief beeld te geven van de experimentele cinema.  
Bij de films die wel wedijverden in de competitie werd de Amerikaanse avant-garde gerepresenteerd door namen zoals Maya Deren, Sidney Peterson, James Broughton en Gregory Markopoulos. Ook Europese en Canadese films kwamen ruimschoots aan bod. De Duits-Amerikaanse Oscar Fischinger won uiteindelijk de hoofdprijs voor experimentele film met zijn productie Motion Painting n°1. De hoofdprijs voor poëtische film ging naar de Fransman Eli Lotar en zijn Aubervilliers. Ook de Italiaan Luigi Veronesi, de Canadees Norman McLaren en de Amerikaan Kenneth Anger vielen in de prijzen.  

## EXPRMNTL 2 (1958)
Door financiële moeilijkheden vond de volgende editie van het festival pas negen jaar later plaats, naar aanleiding van de Wereldtentoonstelling van 1958 in Brussel. 
Een groot aantal landen was gerepresenteerd in de competitie. Frankrijk pakt uit met namen als Georges Franju, Henri Gruel, Jean-Daniel Pollet, Jean Mitry en Agnès Varda. De Belgische filmmaker Marcel Broodthaers nam deel aan de competitie, net als de Poolse cineasten Roman Polanski en Walerian Borowczyk. Marie Menken, Robert Breer, Kenneth Anger en Stan Brakhage, later de sleutelfiguren van de Amerikaanse undergroundcinema, zijn ook aanwezig.   
De Film Dom van Walerian Borowczyk en Jan Lenica wint de hoofdprijs, gevolgd door Free Radicals van Leonard Charles Huia Lye (of Len Lye). Ook Polanski en de Argentijn Rudolfo Kuhn vallen in de prijzen. Aan Stan Brakhage wordt er een prijs uitgereikt ter ere van het geheel van films die hij toont tijdens EXPRMNTL 3.   

## EXPRMNTL 3 (1963)
De derde editie van het festival werd nog steeds gezien als een try-out, een evenement dat nog zoekende was naar zijn uiteindelijke vorm. Jean-Luc Godard en Jonas Mekas, de beide pioniers van twee concurrerende experimentele bewegingen, de Franse Nouvelle Vague en de Amerikaanse undergroundcinema, waren aanwezig. Ze waren betrokken bij verhitte discussies over wat het genre zou moeten inhouden. Maar het is vooral de film Flaming Creatures van Jack Smith die zal bijdragen tot de subversieve reputatie van het festival. Deze film werd als obsceen bevonden door de autoriteiten, waardoor de organisatoren hem niet publiek konden vertonen. Als reactie hierop stal Mekas (die producer was van de film) een projector en hield hij samen met Smith illegale screenings van diens film in een hotelkamer en later ook in de kelder van het hotel. 

### Officiële selectie
Vanaf EXPRMNTL 3 waren vooral de Amerikaanse undergroundcinema, de Franse en de Italiaanse filmmakers het meest gerepresenteerd in de competitie. Zo maakten Amerikanen als Stan Brakhage, Ed Emshwiller, Kenneth Anger, Gregory Markopoulos, Bruce Conner, Stan Vanderbeek en Robert Breer allemaal deel uit van het programma, vaak met meer dan één film. Frankrijk wordt onder andere gerepresenteerd door Godard, Agnès Varda, Robert Lapoujade en Jean-Daniel Pollet. Ook landen als Japan zijn geselecteerd, met als belangrijkste naam Taka Limura. 
De hoofdprijs van EXPRMNTL 3 gaat uit naar Die Parallelstrasse van de Duitser Ferdinand Khittl. Twice A Man van Gregory Markopoulos kreeg een prijs en ook Stan Vanderbeek werd bekroond. Tegen alle verwachtingen in kreeg Flaming Creatures alsnog een prijs, hetzij de symbolische ‘prix spécial du film maudit’.  

## EXPRMNTL 4 (1967)

### Geprogrammeerde en niet-geprogrammeerde evenementen
EXPRMNTL viel vanaf de vierde editie niet langer te beschouwen als louter filmfestival, vanwege de grote variëteit in het programma. Ook andere kunstdisciplines kwamen ruimschoots aan bod. Bovendien werd Knokke in 1967 ook de locatie van de eerste bijeenkomst van verscheidene internationale filmcoöperaties, opgericht door onafhankelijke filmmakers. 
Er vonden avant-gardistische concerten door Mauricio Kagel, het Kölner Ensemble für Neue Musik , Musica Elettronica Viva en Pierre Clémenti plaats. De indrukwekkende performance Moviemovie van de Eventstructure Research Group Amsterdam werd gepresenteerd in de hal van het casino, waar er door vier verschillende projectoren abstracte, gekleurde, statische en geanimeerde beelden werden geprojecteerd. Het experimentele Musica Elettronica Viva zorgde voor de soundtrack van dit spektakel. De performance werd zo goed onthaald dat er enkele overenthousiaste toeschouwers uit te kleren gingen. 
Kunstenaar Edmond Couchot pakte voor deze editie uit met een installatie, de Semaphora III. Deze mobiele musical was een systeem dat visuele interpretaties kon maken van stemmen, geluiden en muziek met behulp van beweging en licht. Amerikaans filmmaker en kunstenaar Robert Breer creëerde in het kader van het festival een interactieve tentoonstelling, Floats. Hij maakte verschillende kleine gemotoriseerde sculpturen, die zich een weg baanden door het gebouw en het publiek. Wim Van der Linden combineerde film en performance met zijn Hawaiian Lullaby. Terwijl de film vertoond werd, danste er voor het projectiescherm een naakt meisje  op exotische muziek. Ook Yoko Ono is met haar performance Black Bag Piece van de partij. Hiervoor installeerde ze zich zo goed als naakt (ze had enkel een zwart doek rondom zich gewikkeld) in de hal van het Casino, met naast haar het bordje ‘No Disturb’.
Maar er vonden niet enkel geprogrammeerde performances plaats. Henry Howard (lid van het Amerikaanse Living Theatre) nam stiekem deel aan EXPRMNTL 4 door zijn ‘pornografisch gedicht’ oftewel een pornografisch filmpje publiekelijk te vertonen. Tijdens een lezing van co-organisator Pierre Vermeylen rukte Jean-Jacques Lebel de microfoon uit zijn handen en kondigde hij luidkeels zijn performance Miss Expérimentation 1967 aan. Deze performance parodieerde het festival, en diende als aanklacht tegen de manier waarop de officiële filmselectie verliep. De eerste kandidaat van de missverkiezing was een naakte man die een kartonnen bordje met het nummer '1' vasthield. Tweede kandidate was niemand minder dan Yoko Ono. Weer werd het publiek wild en kropen er enkele ontklede vrouwen en mannen op de tafels. 
Maar niet iedereen was even enthousiast. Enkele ontevreden filmstudenten van de SDS (Socialistischer Deutscher Studentenbund) maakten van de situatie gebruik om mee op tafel te kruipen en leuzen als  ‘Réalité!’ en ‘Prise de conscience!’ te schreeuwen. Dit was tevens niet de enige protestactie van de Duitse extreemlinkse studenten, die speciaal naar het festival waren gekomen om hun onvrede met de experimentele film te uiten. Tijdens de filmvertoning The Embryo van Koji Wakamatsu vormden ze een piramide voor het projectiescherm terwijl ze de slogans 'Décadence' en 'Révolution culturelle' scandeerden. Ze wilden kost wat kost voorkomen dat het nietsvermoedend publiek de "fascistische" en "sadistische" beelden te zien zou krijgen. Ook tijdens de film Der weisse Hopfengarten van Wolfgang Ramsbott verstoorden ze de opvoering door zich als soldaten te verkleden en tijdens de vertoning voor het scherm te paraderen.
Alsof de vierde editie daarmee nog niet genoeg schandalen met zich meebracht, werd schrijver Hugo Claus naar aanleiding van de première van zijn toneelstuk Masscheroen (die ook plaatsvond tijdens het filmfestival) aangeklaagd wegens openbare zedenschennis. Hij liet drie naakte mannelijke acteurs opkomen, uitgedost met de attributen van de Heilige Drievuldigheid. Hij werd hiervoor veroordeeld tot vier maanden gevangenisstraf, wat later werd omgezet in een voorwaardelijke gevangenisstraf en een geldboete.

### Officiële selectie
Ook deze keer was er een selectie van nieuwe Belgische cineasten, waaronder Roland Lethem, Patrick Hella en Michel Thirionet. Noemenswaardige Franse filmmakers waren Martial Raysse en Marcel Hanoun. De Duitsers Lutz Mommartz en Werner Nekes en de Amerikaan Stephen Dwoskin vervolledigen het lijstje van invloedrijke experimentele cineasten. 
De hoofdprijs werd gewonnen door de Canadees Michael Snow met Wavelength. Stephen Dwoskin sleept een prijs in de wacht voor de hele verzameling films die hij toonde. De prijs L’âge d’or ging uit naar The Big Shave van Martin Scorsese. Ook Ake Ärenhill, Robert Nelson, Lutz Mommartz, Mordi Gerstein en Karl-Birger Blomdahl vielen in de prijzen. 

## EXPRMNTL 5 (1974)

### Officiële selectie
In 1974 is de experimentele film al een gevestigde waarde geworden, waardoor EXPRMNTL aan belang verloor. De afgenomen populariteit van het festival liet zich merken aan het aantal geafficheerde grote namen die uiteindelijk niet kwamen opdagen. De avant-garde liet het afweten. Het zijn vooral de opvolgers die zich toonbaar maakten: de Duitsers Richard Wooley en Ed Sommer en de Britten David Hall en Tony Sinden. Andere aanwezigen die niet meer tot de avant-garde behoorden maar desalniettemin invloedrijk worden beschouwd, waren Dore O, Birgit en Wilhelm Hein, Werner Nekes en Tsuneo Nakai. Jacques Ledoux programmeert ook een overzicht van het werk van Hollis Frampton, een bekende experimentele filmmaker. 
De prijzen gaan naar Kaskara van Dore O, Alchemy van Tsuneo Nakai, Shonen Shiko van Mikio Okabe, Noodle Spinner van Anna Ambroisel, Line Describing a Cone van Anthony McCall, FM/TRCS van Colen Fitzgibbon, Still Life With a pear van Mike Dunford, Vase de noce van Thierry Zéno, Print Generation van J.J. Murphy, Kniephofstrass van Richard Woolley, Assis sur une barrière van Jean van Helden en V. W. – Vitesse Women van Claudine Eizykman. 